# Дупе
Дупето, наричано още седалище (на латински: Nadegus; вулг. „задник“ или „гъз“), е обособена част от човешкото тяло, обхващаща задната страна на таза. Изградено е от мастна тъкан и подлежащите ѝ голям седалищен и gluteus medius мускули.
Физиологично, задните части поемат теглото на тялото, докато краката си почиват, при седене. В много култури, дупето играе роля в сексуалното привличане.
Седалищата на мъжете и жените имат забележим анатомични различия. Крилата на илуима са разперени в по-голяма степен, отколкото при мъжете, по-широк е и ъгъла на сключване на пубисната кост (90 – 100 ° и 70 – 75 °, съответно). Женския таз е по-широк като цяло от този при мъжете. В глутеалната област при жените се натрупват повече телесни мазнини – стеатопигия, като отношението в древността към тази част от тялото личи в статуята Венера Калипига (кали – хубав, гр.). Има някои разлики и в положението на бедрата и таза, което се дължи на различни ъгли, под които главите на бедрената кост влизат в ацетабулума (мъже – 40°, за жените – 45°)..
- Женско дупе
- Пример за еротична фотография
- Дупе в художествената живопис